# 104e division d'infanterie de forteresse
Pour les articles homonymes, voir 104e division.
La 104e division d'infanterie de forteresse (104e DIF) est une unité militaire française de la Seconde Guerre mondiale, en position sur la ligne Maginot. Elle est créée en mars 1940 à partir du secteur fortifié de Colmar et disparait dans la bataille de France.

## Composition
- 28e régiment d'infanterie de forteresse
- 42e régiment d'infanterie de forteresse
- 242e régiment d'infanterie
- 1er groupe du 170e régiment d'artillerie de position
- 5e demi-brigade de chasseurs pyrénéens (9e et 10e bataillons)

## Commandant de la104edivisiond'infanterie de forteresse
La division est commandée pendant son existence par le général Édouard Sylvain Cousse (sl).

## Historique
La division est créée en mars 1940, à partir des éléments du secteur fortifié de Colmar. Elle est rattachée au 13e corps d'armée de la 8e armée française.

### Attaque allemande
Le 15 juin 1940 au matin, les Allemands lancent l'opération Kleiner Bär, une tentative de percée à travers la ligne Maginot sur le Rhin, menée par la 7e armée allemande. La 104e DIF est dans le secteur de l'assaut le plus important, mené par le 27e corps d'armée allemand, dont la 218e division franchit le Rhin à Schœnau, la 221e autour de Limbourg (devant Marckolsheim) et la 239e autour de Sponeck (devant Artzenheim), avec le soutien de la 554e division d'infanterie du 33e commandement supérieur (nl) qui attaque Neuf-Brisach.
Les troupes d'intervalles installées en soutien des fortifications s'étant repliées, la 104e DIF manque d'artillerie, disposant de 22 pièces d'artillerie contre 400 allemandes, ainsi que de réserves.
Soutenus par un barrage d'artillerie, les Allemands franchissent le Rhin sur des barques motorisées. Dans le secteur de la 218e division, le 397e régiment d'infanterie allemand est stoppé par la casemate Schœnau Sud 50/1 (secteur du 242e RI). L'autre régiment de la division, le 386e, s'avance dans un secteur moins défendu et parvient jusqu'à la troisième ligne de défense française.
Les 350e et 360e régiments de la 221e division s'installent assez facilement sur la rive française du Rhin, les casemates français ayant été neutralisés par des canons de 88 mm antiaériens. Des pontons peuvent être mis en place pour permettre la traversée des éléments lourds. Une tentative du 360e régiment d'avancer jusqu'à Marckolsheim est stoppée dans l'après-midi par la défense française.
Au sud du Sponeck, les 327e et 444e régiments de la 239e division chassent facilement de leurs positions le 9e bataillon de chasseurs pyrénéens et le IIe bataillon du 42e RIF,. Mais les chasseurs contre-attaquent dans l'après-midi à Kunheim avec le soutien des casemates en troisième ligne et stoppent l'avancée allemande,.
Autour de Neuf-Brisach, le 623e régiment de la 554e division perd 12 de ses 15 barques face au 28e RIF et à l'artillerie française. Il débarque plus en amont mais les défenses et les contre-attaques françaises le maintiennent acculé à la rive.
Au soir, les Allemands tiennent dans le secteur de la 104e DIF une tête de pont profonde de 2 à 4 km aux points les plus avancés. L'attaque est relancée le lendemain. Soutenus par leur artillerie, les canons antiaériens et antichars, les Allemands progressent face à la 104e DIF, qui lancent plusieurs contre-attaques réussies. L'intervention des bombardiers en piqué Ju 87 Stuka en fin de matinée fait flancher les Français dépourvu d'appuis antiaériens.
Au soir du 16, les Allemands ont percé la ligne française en plusieurs endroits et la 104e DIF se replie avec sa voisine la 105e DIF vers les Vosges.

### Repli vers les Vosges et capture

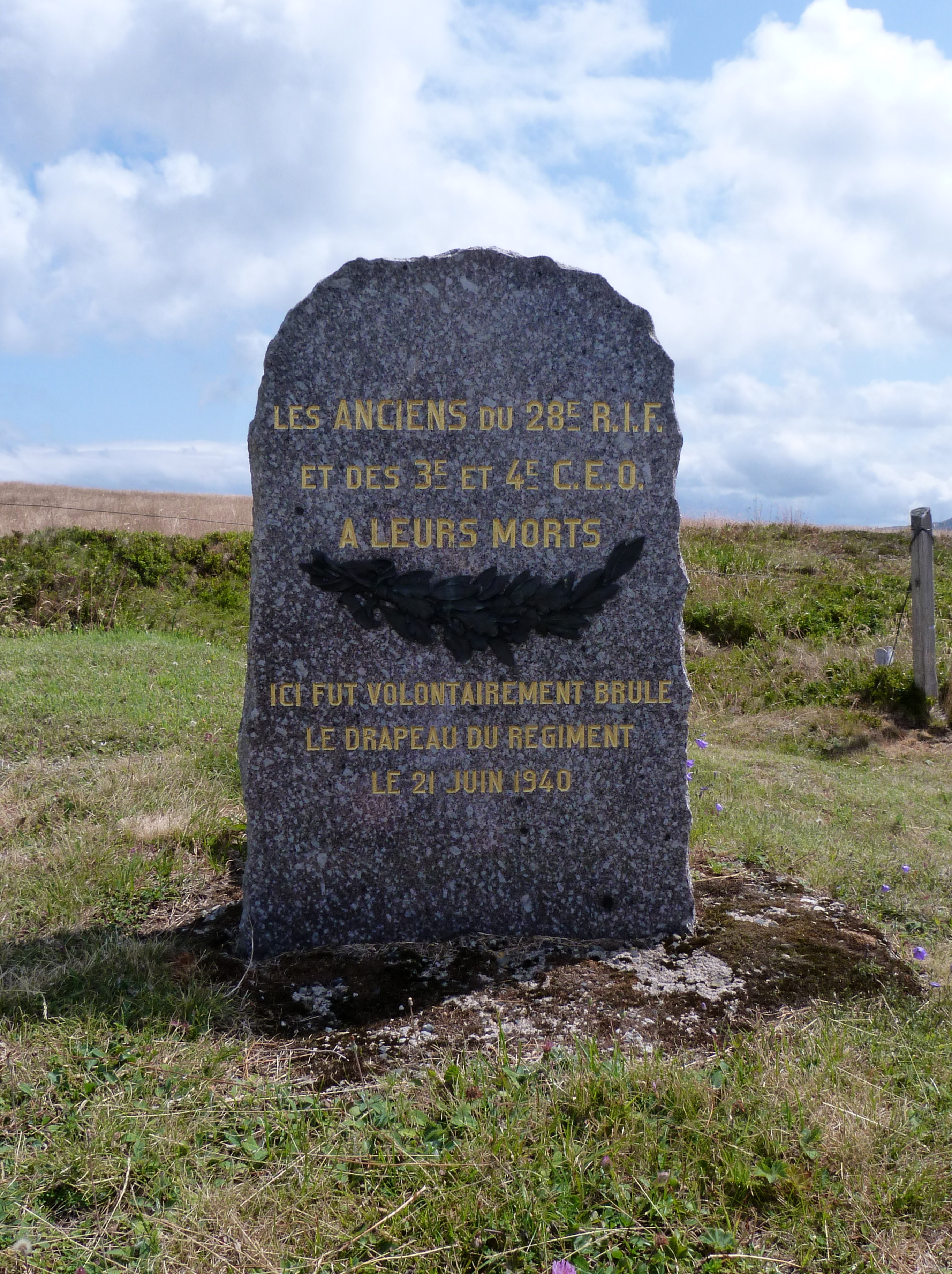
Monument au lieu où fut brûlé le drapeau du le 21/6/1940, avant la capture du régiment.

Les derniers éléments, dont le général Cousse et son état-major, sont capturés le 22 juin 1940.

## Sources